# Грабельки Бекетова
Грабельки Бекетова (Erodium beketowii Schmalh.) — вид багаторічних трав'янистих рослин з роду грабельки (Erodium) родини геранієвих (Geraniaceae).

## Загальна біоморфологічна характеристика
Життєва форма — гемікриптофіт. Багаторічна трав'яниста рослина 15-30 см заввишки. Рослина білувата від короткого притисненого опушення. Стебла прямостоячі, гранчасті, розгалужені, часто червонясті. Листки — супротивні, довгочерешкові (прикореневі листки до 9 см завдовжки, верхні стеблові — до 3,5 см завдовжки), довгастояйцеподібні, двічі перисторозсічені на вузьколінійні частки. Корінь — міцний, здерев'янілий. Квітки лілові (зрідка білувато-рожеві та рожеві), зібрані по 5-10 у зонтикоподібне суцвіття. Квітконіжки 2,5-3,0 см завдовжки Чашолистки 6-7 мм завдовжки, з коротким, 1,0-1,5 (2) мм завдовжки, вістрям. Пелюстки лілові, рідко білі, 7-8 мм завдовжки. Плід коробочка, на верхівці з волосистим придатком, який у стиглому стані при висиханні скручується спірально. Насінина близько 4 мм завдовжки. Цвіте в квітні-липні, плодоносить у червні-серпні. Розмножується насінням і поділом кореневищ.

## Поширення
Вузький приазовський ендемік (середня течія річок Кальміусу і Кальчика). Адміністративний регіон — Донецька область.

## Екологія
Зростає на гранітних відшаруваннях, гнейсових скелях й осипищах щебеню цих порід, зрідка — на доломітових, сланцевих відшаруваннях з щебенистими слабкорозвиненими та еродованими ґрунтами. Спорадично трапляється у складі агломеративних петрофітно-степових угруповань. Мезоксерофіт.

## Чисельність
Популяції — від дуже нечисленних деградованих до значних за чисельністю і щільністю (окремі локальні популяції налічують до 1-1,2 млн особин). У більшості місцезростань чисельність популяції дуже незначна. Вид уникає конкуренції на ділянках з більш-менш розвиненим ґрунтовим покривом і зменшує рясність за надмірних пасовищних навантажень. При заказному режимі популяції стають численними і повночленними, на розсипищах вид подекуди виступає домінантом. Рясність виду піддається значним різнорічним флуктуаціям.
Низька чисельність обумовлена природно-історичною та ареальною рідкісністю, витоптуванням худоби при надмірних пасовищних навантаженнях. Руйнування місцезростань при кар'єрних розробках каменю та розорюванні степів.

## Охорона у природі
Грабельки Бекетова включені до Червоної книги України, де має природоохоронний статус «Рідкісний». Також входить до Червоної книги Донецької області.
Вид занесений до Європейського червоного списку. Охороняється у Кальміуському відділенні Українського степового природного заповіднику, Кальчицькому ентомологічному заказнику, пам'ятці природи Чердакли а також понад річкою Кальміус e заповідних урочищах «Гречкине № 1», «Гречкине № 2», «Василівка» та «Кирсанове» загальною площею 17 га.
Вирощують у Донецькому ботанічному саду НАН України з 1977 р.
Потребують виявлення, вивчення та охорони всіх місцезростань виду. Введення в озеленення населених пунктів та селекції. Заборонено руйнування місць зростання.

## Господарське та комерційне значення
Має господарське значення як декоративна та ефіроолійна рослина.